# Trophée Matt-Leyden
Le trophée Matt-Leyden est remis annuellement au meilleur entraîneur de la franchise de hockey sur glace de la Ligue de hockey de l'Ontario. Le vainqueur est désigné par l'ensemble des entraîneurs et dirigeants de la LHO.
Le trophée honore Matt Leyden ancien joueur de la LHO pour sa contribution pour le hockey de l'Ontario et ne doit pas être confondu avec le Trophée Leyden remis à la meilleure équipe de la division Est.

## Palmarès
- 1971-1972 - Gus Bodnar, Generals d'Oshawa
- 1972-1973 - George Armstrong, Marlboros de Toronto
- 1973-1974 - Jack Bownass, Canadians de Kingston
- 1974-1975 - Bert Templeton, Fincups de Hamilton
- 1975-1976 - Jerry Toppazzini, Wolves de Sudbury
- 1976-1977 - Bill Long, Knights de London
- 1977-1978 - Bill White, Generals d'Oshawa
- 1978-1979 - Gary Green, Petes de Peterborough
- 1979-1980 - Dave Chambers, Marlboros de Toronto
- 1980-1981 - Brian Kilrea, 67 d'Ottawa
- 1981-1982 - Brian Kilrea, 67 d'Ottawa
- 1982-1983 - Terry Crisp, Greyhounds de Sault Ste. Marie
- 1983-1984 - Tom Barrett, Rangers de Kitchener
- 1984-1985 - Terry Crisp, Greyhounds de Sault Ste. Marie
- 1985-1986 - Jacques Martin, Platers de Guelph
- 1986-1987 - Paul Theriault, Generals d'Oshawa
- 1987-1988 - Dick Todd, Petes de Peterborough
- 1988-1989 - Joe McDonnell, Rangers de Kitchener
- 1989-1990 - Larry Mavety, Frontenacs de Kingston
- 1990-1991 - George Burnett, Thunder de Niagara Falls
- 1991-1992 - George Burnett, Thunder de Niagara Falls
- 1992-1993 - Gary Agnew, Knights de London
- 1993-1994 - Bert Templeton, Centennials de North Bay
- 1994-1995 - Craig Hartsburg, Storm de Guelph
- 1995-1996 - Brian Kilrea, 67 d'Ottawa
- 1996-1997 - Brian Kilrea, 67 d'Ottawa
- 1997-1998 - Gary Agnew, Knights de London
- 1998-1999 - Peter DeBoer, Whalers de Plymouth
- 1999-2000 - Peter DeBoer, Whalers de Plymouth
- 2000-2001 - Dave MacQueen, Otters d'Érié
- 2001-2002 - Craig Hartsburg, Greyhounds de Sault Ste. Marie
- 2002-2003 - Brian Kilrea, 67 d'Ottawa
- 2003-2004 - Dale Hunter, Knights de London
- 2004-2005 - Dale Hunter, Knights de London
- 2005-2006 - Dave Barr, Storm de Guelph
- 2006–2007 - Mike Vellucci, Whalers de Plymouth
- 2007-2008 - Bob Boughner, Spitfires de Windsor
- 2008-2009 - Bob Boughner, Spitfires de Windsor
- 2009-2010 - Dale Hunter, Knights de London
- 2010–2011 - Mark Reeds, Attack d'Owen Sound
- 2011-2012 - Greg Gilbert, Spirit de Saginaw
- 2012-2013 - Mike Vellucci, Whalers de Plymouth
- 2013-2014 - D.J. Smith, Generals d'Oshawa
- 2014-2015 - Sheldon Keefe, Greyhounds de Sault Ste. Marie
- 2015-2016 - Kris Knoblauch, Otters d'Érié
- 2016-2017 - Ryan McGill, Attack d'Owen Sound
- 2017-2018 - Drew Bannister, Greyhounds de Sault Ste. Marie
- 2018-2019 - André Tourigny, 67 d'Ottawa
- 2019-2020 - André Tourigny, 67 d'Ottawa
- 2020-2021 - Non décerné[1]
- 2021-2022 - James Richmond, Steelheads de Mississauga
- 2022-2023 - David Cameron, 67 d'Ottawa
- 2023-2024 - Derek Laxdal, Generals d'Oshawa